# Stay in my hand
「Stay in my hand」(ステイ・イン・マイ・ハンド)は、日本のロックバンドACIDMANの24枚目のシングル。

## 概要
- 2014年第2弾シングル

## 収録曲
1. Stay in my hand
2. スロウレイン (second line)
2006年発表のシンプルストーリー (second line)以来8年振りにジャズピアニスト板橋文夫を迎えている[1]。
3. HUM (second line)
4. スロウレイン (Remastering)
5. HUM (Remastering)

全曲作詞:大木伸夫 作曲・編曲:ACIDMAN